# Corymica vesicularia
Corymica vesicularia är en fjärilsart som beskrevs av Walker 1866. Corymica vesicularia ingår i släktet Corymica och familjen mätare. Inga underarter finns listade i Catalogue of Life.